# Касмінін Олександр Володимирович
Олекса́ндр Володи́мирович Касмінін (нар. 10 січня 1966, село Куми Карлівського району Полтавської області) — український правознавець, фахівець з питань адміністративно-правового забезпечення діяльності судів та судочинства, кандидат юридичних наук. Заслужений юрист України. З 17 вересня 2013 року по 19 вересня 2022 року обіймав посаду судді Конституційного Суду України.

## Життєпис
Трудову діяльність розпочав у 1983 році — працював слюсарем, водієм Ланнівського цукрового комбінату. Проходив строкову військову службу.
Після закінчення у 1990 році Харківського юридичного інституту ім. Ф. Е. Дзержинського працював стажистом помічника прокурора, помічником прокурора прокуратури Семенівського району Полтавської області, слідчим прокуратури Диканського району Полтавської області.
У період з 1993 року по 1999 рік — суддя Диканського районного суду.
З 1999 року по 2006 рік — суддя апеляційного суду Полтавської області. Протягом 2006—2011 років — заступник голови цього суду.
У березні 2011 року на засіданні Вищої ради юстиції був призначений головою апеляційного суду Полтавської області.
17 вересня 2013 року Указом Президента України №-513/2013 від 17.09.2013 призначений Суддею Конституційного Суду України.

## Наукові звання
Магістр державного управління, кандидат юридичних наук (доктор філософії).

## Науковий доробок
Автор низки наукових праць з питань адміністративно-правового забезпечення діяльності судів України та судочинства.

## Нагороди
- Заслужений юрист України[2]